# Flotte

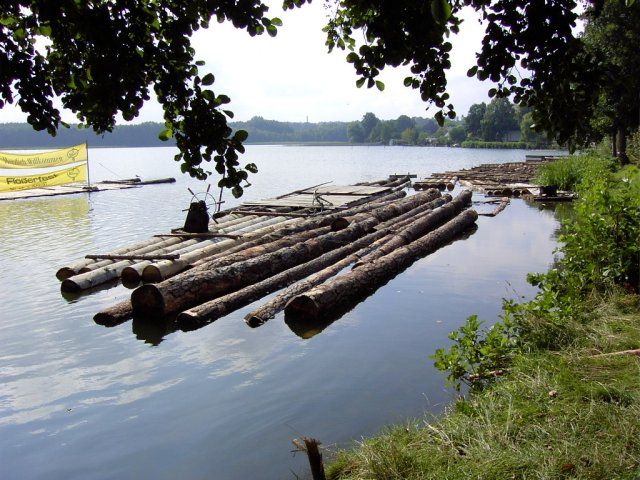
En flotte av stockar.

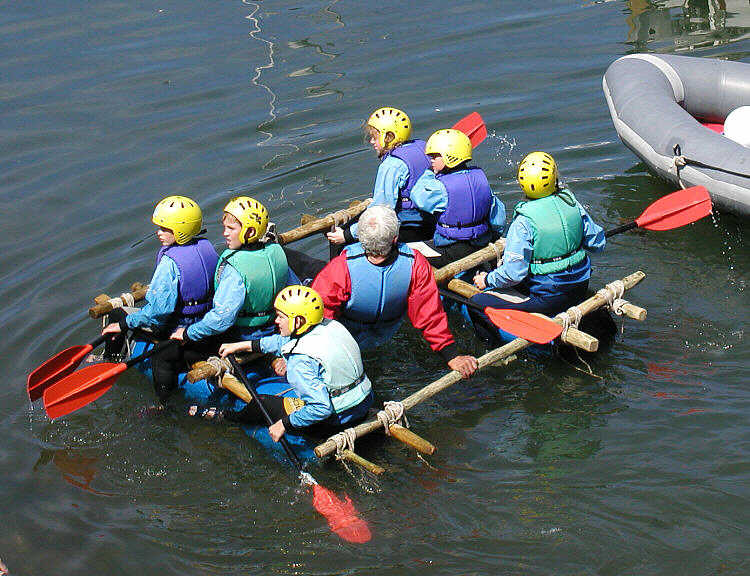
En grupp barn testar framgångsrikt sin flotte tillverkad av träpålar, rep och blå tunnor i hamnen i Brixham, South Devon, Storbritannien.

En flotte är en typ av vattenfarkost som saknar skrov i en båts bemärkelse. En flotte hålls flytande på vattenytan tack vare att det material flotten är byggd av är lättare än vatten.
En flotte kan vara byggd av stockar av olika träslag eller andra material som till exempel papyrus (här inkluderas dock i regel inte skrovformad papyrusbåt av typen Ra), bambu med flera. En flottes flytförmåga kan även vara förstärkt med olika luftfyllda behållare till exempel av skinn. I de flesta delarna av världen har flottar ersatts stockbåtar eller skinnbåtar, först senare av båtar eller fartyg med skrov. Flotten är fortfarande vanligt förekommande i enklare kulturer eller i fritidssammanhang som till exempel forsränning, eller till arbetsflotte för olika ändamål.